# ميس شورتي
ميس شورتي (الاسم العلمي: Celtis shortii) هو نوع نباتي يتبع جنس الميس من فصيلة القنبية.
سمي هذا النوع تكرماً للطبيب وعالم النبات الأمريكي تشارلز ويلكنز شورت (بالإنجليزية: Charles Wilkins Short)‏ (1794–1863).